# Tóth József (ügyvéd)
Tóth József (Nagykőrös, 1851. március 17. – Nagykőrös, 1903. október 20.) ügyvéd, lapszerkesztő.

## Életútja
Tóth József orvos és Molnár Borbála fia. 1869-ben érettségizett Nagykőrösön, majd két évig Pesten jogot hallgatott. A bírói vizsgát a kecskeméti jogakadémián tette le. 1876. december 16-án kapott ügyvédi oklevelet. 25 éven át volt gyakorló ügyvéd a szülőhelyén; ez idő alatt 1882-ig a városi takarékpénztári ügyészség és titkárság tagja volt. Tevékeny részt vett a város társadalmi és kulturális mozgalmaiban, a jótékony célú műkedvelői előadások és nyilvános felolvasások rendezésében, a nőegyletnek és polgári körnek vezetésében; az előbbinek titkára, míg az utóbbinak 14 évig igazgatója, a színészetnek időközi meghonosítója volt. Sokáig szolgálta a várost mint képviselő, a református egyházat és iskolát pedig mint egyházi igazgató tanácsos. Huzamosabb ideig volt az elemi iskoláknak a miniszter által megbízott látogatója.
Cikkei a Nagy-Kőrösben (1880. 29. sz. Magyar irodalom a magyar családi életben, 1882. 46. sz. Mikor Aranyt kőrösi tanárnak hozták meg); a Nagykőrösi Hirlapban (1899. 32. sz. A Petőfi ünnep után). 1868-től több fővárosi lapba írt cikkeket, többnyire elbeszéléseket.
1878. január 6-án indította meg az első Nagy-Kőrös című helyi lapot, amely utóbb Nagykőrösi Hirlapok címen jelent meg. Ennek a főszerkesztője volt haláláig.

## Munkái
- Kis regélő. Ifjúsági beszélyek. Bpest, 1872.
- Éjféli órákban. Beszélyek. Uo. 1873.
- Gyöngyvirág tündérkéi. Rege. Uo. 1874.
- A nagyapó elbeszélései. Uo. 1874.
- A kalászszedő öreg asszony fiai. Kalandos elbeszélés ... Uo. 1875.
- A mit mindnyájan érezünk. Beszélyek. Uo. 1880.
- A nagyvilági nő. Regény. Uo. 1880. Két kötet.
- A fehér ember. Elbeszélés a magyar szabadságharczból ... Uo. 1884.
- Képes regélő. Elbeszélések és regék az ifjúság számára. 8 képpel. Uo. 1884.
- A falu nótái. Elbeszélések. Uo. 1885.
- A nóták szegényei. Elbeszélések. Uo. 1886. (Ism. Nemzet 44. sz.).
- A nagy-kőrösi polgári kör története és a kör 50 éves fennállásának ünnepélye. Uo. 1894.

## Emlékezete
Nagykőrösön utca viseli a nevét. (A Szolnoki út és az Encsi utca között.)